# Sinosturio medirostris
El esturión verde (Sinosturio medirostris) es una especie de pez del género Acipenser, familia Acipenseridae. Fue descrita científicamente por Ayres en 1854.
Se distribuye por América del Norte: islas Aleutianas y el Golfo de Alaska hasta Ensenada (Baja California), México. La longitud total (TL) es de 270 centímetros con un peso máximo de 159 kilogramos. Habita en estuarios, ríos y en agua salada o salobre de las desembocaduras de los ríos. Puede alcanzar los 80 metros de profundidad.
Está clasificada como una especie marina inofensiva para el ser humano.